# 瓦內納 (明尼蘇達州)
瓦內納（英語：Wahnena）是位於美國明尼蘇達州卡斯縣的一個未組織地區。

## 地方資料
瓦內納的面積為90.29平方千米，當中陸地面積為88.32平方千米，而水域面積為1.97平方千米。根據2020年美國人口普查的數據，當地共有人口171人，而人口密度為每平方千米1.89人。